# Mauricio Sotelo
Mauricio Sotelo, né le 2 octobre 1961 à Madrid en Espagne, est un compositeur de musique contemporaine et chef d'orchestre espagnol.

## Biographie
Mauricio Sotelo naît à Madrid en 1961, où il commence ses études de musique en tant qu'autodidacte avant d'être admis au Conservatoire royal supérieur de musique de Madrid. En 1979, il s'installe à Vienne — ville qu'il ne quittera pas jusqu'en 1992 — afin d'entreprendre ses études supérieures. À l'Académie de musique et des arts du spectacle de Vienne, il étudie la composition avec Dieter Kaufmann et Francis Burt, ainsi que la direction d'orchestre avec Karl Österreicher.
Au cours de son époque viennoise (1979-1992), il crée ses premiers morceaux -parus d'abord chez Ariadne Verlag, puis chez Universal Edition à partir de 1991- et participe notamment, ensemble avec Beat Furrer, à la fondation de la Société de l'Art Acoustique, connue aujourd'hui sous le nom de Klangforum Wien. Cet ensemble accompagnera le compositeur tout au long de sa carrière, en commençant par la création de morceaux de jeunesse tels son Trio Basso – a R.H.R. (1988–89), et en allant jusqu'à la création du dernier grand succès de Sotelo : son opéra Le Public (opéra), d'après la pièce de théâtre éponyme de Federico García Lorca. L'évènement qui va le plus le marquer est cependant sa rencontre avec le compositeur italien Luigi Nono dans les années 1980, dont l'influence philosophique — principalement en ce qui concerne la pensée brunienne de l'Art de la Mémoire — occupe une place centrale dans la musique de Sotelo.
C'est justement sous l'influence de Luigi Nono, que Mauricio Sotelo, après avoir visité le compositeur vénitien à Berlin en 1989, retourne en Espagne pour s'intéresser à la tradition du flamenco. C'est ici le deuxième grand tournant dans la biographie de Mauricio Sotelo. De cette étude profonde naît un style extrêmement personnel et individuel qui fera dire au compositeur allemand Helmut Lachenmann : «Sotelo sonne à Sotelo». De nos jours, plusieurs noms sont donnés à ce style, dont ceux qui ont le plus de poids sont flamenco spectral, en référence au travail d'analyse des spectres sonores qui fondent la musique spectrale, ou, plus généralement, alter flamenco. De ce point de vue-là et même si le procédé est tout à fait nouveau, nous pouvons inscrire ce travail dans la tradition du compositeur espagnol Manuel de Falla. Le premier grand exemple de ce style nouveau est son œuvre Tenebræ Responsoria, créée en 1993 lors de la Semaine de Musique Religieuse de Cuenca par le Klangforum Wien et le cantaor (chanteur de flamenco) Enrique Morente. Le chemin que commence Sotelo avec cette œuvre, considérée comme un des premiers grand succès du compositeur, culmine avec la création de son opéra El Público,, — qualifiée de triomphale par le journal allemand FAZ — le 24 février 2015 et interprétée, encore une fois, par le Klangforum Wien sous la direction de Pablo Heras-Casado. Hormis 8 chanteurs et un ensemble traditionnel, l'opéra demande cinq musiciens flamencos : deux chanteurs, un danseur, un percussionniste et un guitariste.
Depuis 2010, Mauricio Sotelo est aussi professeur de composition à l'École supérieure de musique de Catalogne.

## Distinctions
Mauricio Sotelo a reçu de nombreux prix et distinctions, dont :
- 1986 : Premier prix de Composition du Jeune Orchestre National d'Espagne
- 1989 : Premier prix de Composition de la Société Générale des Auteurs  et des Éditeurs en Espagne[10].
- 1991 : Prix de Composition (Förderpreis) de la ville de Vienne
- 1992 : Prix de Composition de la WDR Forum Junger Komponisten
- 1996 : Prix de l'Opéra de la Fondation Körber de Hambourg pour son opéra BRUNO
- 1997 : Composers' Prize de la Fondation Ernst von Siemens
- 1999 : Prix Daniel Montorio à la meilleure musique pour scène pour son opéra De Amore
- 2000 : Prix de Composition Reina Sofía[11]
- 2001 : Prix National de Musique
- 2011-2012 : Mauricio Sotelo est le premier compositeur espagnol à avoir été invité en tant que compositeur en résidence au prestigieux Collège scientifique de Berlin[12].
- 2018 : Prix GamoMusica 2018[13]

## Œuvres[14]
| Année     | Œuvre                                                                     | Instrumentation                                                                                            | Genre              |
| --------- | ------------------------------------------------------------------------- | --- | ------------------ |
| 1986      | Música extremada                                                          | Orchestre                                                                                                  | Orchestre          |
| 1989-1990 | Nel suono indicibile - a Luigi Nono.                                      | Clarinette basse, clarinette contrebasse, saxophone alto, saxophone ténor, violoncelle et live electronics | Musique de chambre |
| 1990-1991 | Due voci..., come un soffio dall'estrema lontananza                       | Clarinette, saxophone, chœur féminin, orchestre et live electronics                                        | Orchestre          |
| 1991      | Chez soi sans soi                                                         | Deux flûtes, synthétiseur et live electronics                                                              | Musique de chambre |
| 1992-1993 | Tenebræ responsoria                                                       | Cantaor, saxophone ténor, tuba, piano, double chœur mixte et trois groupes d'instruments                   | Orchestre          |
| 1993-1994 | Rose in fiamme                                                            | Piano et orchestre                                                                                         | Concerto           |
| 1994-...  | Bruno                                                                     | Orchestre                                                                                                  | Opéra (inachevé)   |
| 1994      | Memoriæ. Escritura interna sobre un espacio poético de José Ángel Valente | Violoncelle et contrebasse                                                                                 | Musique de chambre |
| 1995      | Animales celestes                                                         | Pour 1,2,3 ou 4 violoncelles                                                                               | Musique de chambre |
| 1995      | De magia                                                                  | Saxophone alto ou ténor, percussion et piano                                                               | Musique de chambre |
| 1995      | Su un oceano di scampanellii                                              | Piano solo                                                                                                 | Musique soliste    |
| 1995      | De Amore                                                                  | Violoncelle                                                                                                | Musique soliste    |
| 1996-1999 | De Amore, Una Maschera di Cenere                                          | Ensemble et live electronics                                                                               | Opéra              |
| 1996-1997 | De l'infinito, universo e mondi                                           | Violon, orchestre et electronics                                                                           | Orchestre          |
| 1996      | El amor imposible                                                         | Guitare solo                                                                                               | Musique soliste    |
| 1996      | Trama, Il Flauto di Marsia                                                | Flûte solo                                                                                                 | Musique soliste    |
| 1997-1998 | Al fuego, el mar (version révisée de Rose in fiamme)                      | Piano et orchestre                                                                                         | Orchestre          |
| 1997      | Argo                                                                      | Saxophone alto ou ténor                                                                                    | Musique soliste    |
| 1998      | Frammenti de l'infinito. Lorca-Nono diálogo del amargo                    | Orchestre et electronics                                                                                   | Orchestre          |
| 1998      | Del aura al suspirar                                                      | Flûte contrebasse ou flûte basse et synthétiseur                                                           | Musique soliste    |
| 1999-2000 | Cena de las cenizas                                                       | Orchestre                                                                                                  | Orchestre          |
| 1999-2000 | Si después de morir... in memoriam José Ángel Valente                     | Cantaor et orchestre                                                                                       | Orchestre          |
| 1999      | Peces del aire                                                            | Guitare et violoncelle                                                                                     | Musique de chambre |
| 2000      | Lecturas del libro de Job                                                 | Flûte, orchestre de cordes et lecteur ad libitum                                                           | Orchestre          |
| 2000      | Cábala del caballo                                                        | Guitare et clavecin                                                                                        | Musique de chambre |
| 2001      | Como el oscuro pez del fondo                                              | Flûte alto, percussion et synthétiseur ad libitum                                                          | Musique de chambre |
| 2001      | De vinculis: Ge-Burt. À Francis Burt                                      | Violon solo                                                                                                | Musique soliste    |
| 2001      | Estremecido por el viento.Canto a Federico para violín solo.              | Violon solo                                                                                                | Musique soliste    |
| 2001      | De vinculis: Gong. À Nuria Schönberg.                                     | Percussion solo                                                                                            | Musique soliste    |
| 2002      | Rinconete y Cortadillo                                                    | Electronics                                                                                                | Ballet             |
| 2002      | Degli eroici furori. Streichquartett Nr. 1                                | Quatuor à cordes                                                                                           | Musique de chambre |
| 2003      | Chalan                                                                    | Percussion solo et orchestre                                                                               | Orchestre          |
| 2003      | Toná                                                                      | Clarinette solo                                                                                            | Musique soliste    |
| 2004      | El loco                                                                   | Saxophone solo et orchestre                                                                                | Ballet             |
| 2004      | Artemis. Streichquartett Nr. 2                                            | Quatuor à cordes                                                                                           | Musique de chambre |
| 2004      | Audéeis                                                                   | Cantaor et quatuor à cordes                                                                                | Musique de chambre |
| 2005-2006 | Dulcinea                                                                  | Orchestre                                                                                                  | Opéra pour enfants |
| 2005      | Muros de dolor... I                                                       | Saxophone ténor solo                                                                                       | Musique soliste    |
| 2005      | Muros de dolor... II                                                      | Flûte solo                                                                                                 | Musique soliste    |
| 2006      | Tamquam centrum circuli                                                   | Flte, clavecin et orchestre                                                                                | Orchestre          |
| 2006-2007 | Muros de dolor... III                                                     | Orchestre                                                                                                  | Orchestre          |
| 2006      | Tista. Klaviertrio Nr. 1                                                  | Violon, violoncelle et piano                                                                               | Musique de chambre |
| 2006      | Green aurora dancing over the night side of the earth                     | Piano solo                                                                                                 | Musique soliste    |
| 2007      | Como llora el viento...                                                   | Guitare solo et orchestre                                                                                  | Concerto           |
| 2007-2008 | El rayo de tiniebla                                                       | Cantaor, chœur et orchestre                                                                                | Orchestre          |
| 2007      | Venta varga                                                               | Violon, violoncelle et piano                                                                               | Musique de chambre |
| 2007-2009 | La mémoire incendiée: la guitare. Streichqaurtett Nr. 3                   | Quatuor à cordes                                                                                           | Musique de chambre |
| 2008-2009 | Arde el alba                                                              | Soprano, cantaor et orchestre                                                                              | Orchestre          |
| 2008      | Supernova-Santa Marina La Real                                            | Orgue solo                                                                                                 | Musique soliste    |
| 2008      | Como llora el agua                                                        | Guitare solo                                                                                               | Musique soliste    |
| 2009      | Cripta, mçusica para Luigi Nono                                           | Cantaor, chœur mixte, ensemble et electronics                                                              | Orchestre          |
| 2009      | Jerez desde el air                                                        | Piano solo                                                                                                 | Musique soliste    |
| 2009      | Muros de dolor... V: José Ángel Valente-Memoria sonora.                   | Violon solo et live electronics                                                                            | Musique soliste    |
| 2009      | A Roberto-La chiarezza deserta                                            | Flûte solo                                                                                                 | Musique soliste    |
| 2010      | 'Muerte sin fin                                                           | Bailaora, cantaor et ensemble                                                                              | Musique de scène   |
| 2010      | Muros de dolor... VI: Soleá                                               | Violoncelle solo                                                                                           | Musique soliste    |
| 2011      | Muerte sin fin... comentario, a la memoria de Enrique Morente             | Lecteur, bailaora, cantaor, ensemble et electronics                                                        | Musique de scène   |
| 2011      | Luz sobre lienzo                                                          | Violon, bailaora, percussion et electronics                                                                | Musique de scène   |
| 2011-2014 | El Público                                                                | Orchestre                                                                                                  | Opéra              |
| 2011      | Cuerpos robados                                                           | Violon, lecteur et orchestre                                                                               | Orchestre          |
| 2012      | Azul de lontananza                                                        | Sextuor à cordes                                                                                           | Musique de chambre |
| 2012      | SUB ROSA                                                                  | Piano solo                                                                                                 | Musique soliste    |
| 2012      | Aber das Wehende höre...                                                  | Piano solo                                                                                                 | Musique soliste    |
| 2012      | Muros de dolor... I                                                       | Flûte solo                                                                                                 | Musique soliste    |
| 2013      | Encore... La joie I, de Como llora el Agua                                | Guitare solo                                                                                               | Musique soliste    |
| 2013      | Encore... La joie II, de Luz Sobre Lienzo                                 | Violon solo                                                                                                | Musique soliste    |
| 2013      | Encore... La joie III, de Ancora un segreto...                            | Piano solo                                                                                                 | Musique soliste    |
| 2013      | Bruckner Nachklang                                                        | Orchestre                                                                                                  | Orchestre          |
| 2014      | Ancora un segreto...Hommage-Sonate per Alfred Brendel                     | Piano solo                                                                                                 | Musique soliste    |
| 2015      | Red Inner Light Sculpture                                                 | Violon, bailaora, percussionniste de flamenco et orchestre de cordes                                       | Orchestre          |
| 2015      | White Inner Light                                                         | Violon solo                                                                                                | Musique soliste    |
| 2016      | 'Blanca Luz de Azahar                                                     | Alto et piano                                                                                              | Musique de chambre |
| 2016      | El cello la guitarra y el mar                                             | Violoncelle et guitare                                                                                     | Musique de chambre |
| 2016      | Plaza alta                                                                | Ensemble                                                                                                   | Orchestre          |
| 2017      | Cinco Sonatas de Domenico Scarlatti (K107, K184, K450, K455, K87)         | Orchestre de cordes                                                                                        | Orchestre          |
| 2017      | Dos Preludios de Chopin (NR. 4 & Nr. 8)                                   | Violon solo et orchestre de cordes                                                                         | Orchestre          |
| 2017      | Y los arcos vacíos por el cielo                                           | Quatuor de guitares et orchestre de cordes                                                                 | Orchestre          |
| 2017      | Quasals vB-131. Streichquartett Nr. 4                                     | Quatuor à cordes                                                                                           | Musique de chambre |
| 2017      | Bulería Arbós: ritual                                                     | Cantaor, alto, violoncelle et piano                                                                        | Musique de chambre |
| 2017      | Con Segreto Sussurro: De Vinculis.                                        | Piano et orchestre                                                                                         | Concerto           |
| 2017      | Blue Inner Light                                                          | Violon solo                                                                                                | Musique soliste    |
| 2018      | Muros de dolor... VII                                                     | Alto solo                                                                                                  | Musique soliste    |
| 2018      | D'Immenso... Libro I                                                      | Flûte et accordéon                                                                                         | Musique de chambre |
| 2018      | L'angelo necessario - A Massimo Cacciari                                  | Clarinette solo et orchestre                                                                               | Concerto           |